# Ignacio Retes
Pour les articles homonymes, voir Retes.
Ignacio Retes, né le 13 novembre 1918 à Mexico et mort le 23 avril 2004 dans la même ville, est un écrivain, acteur, réalisateur et scénariste mexicain pour le théâtre et le cinéma.

## Biographie

### Ignacio Retes et le théâtre
José Ignacio Retes Guevara naquit en 1918 à Mexico. En 1938, il devint diplômé de la faculté de Lettres de l'Université nationale autonome du Mexique. En 1937, il avait fondé le théâtre universitaire de San Luis Potosí où il était comédien. Il continua au sein du Grupo Repertorio dirigé par Rodolfo Usigli. Il débuta une carrière d'acteur et d'assistant de direction au Teatro de Medianoche créé par le même Usigli, puis sans l'abandonner, rejoint le Teatro de las Artes du metteur en scène Seki Sano. En 1946 il créa sa propre troupe de théâtre La linterna mágica. Ignacio Retes devint metteur en scène de théâtre en 1950 avec El cuadrante de la soledad de José Revueltas. Sa carrière au théâtre se prolongea jusqu'aux années 1990 avec de nombreuses adaptations, parmi lesquelles Becket ou l'Honneur de Dieu de Jean Anouilh, Othello de William Shakespeare et Cyrano de Bergerac d'Edmond Rostand. En 1954 il dirigeait également des pièces pour le Teatro Arena de Julián Soler. De 1959 à 1965, il créa avec Julio Prieto l'Organisation des théâtres de l'Instituto Mexicano del Seguro Social où il enseigna le théâtre. Il fut également professeur à l'Institut Mexicain de Cinématographie et pour l'Instituto Nacional de Bellas Artes, ainsi que traducteur, co-metteur en scène et acteur pour la troupe d'Enrique Rambal.

### Ignacio Retes et le cinéma
La carrière au cinéma d'Ignacio Retes débuta dans les années 1950. En 1948, il avait réalisé le film amateur Noches de angustia puis il scénarisa un documentaire sur l'expropriation pétrolière : El fuego cautivo (1955). En 1977, il remporta un concours de scénarios initié par la SOGEM (Sociedad General de Escritores de México) avec Unos cuantos días.
Ignacio Retes est le père du cinéaste Gabriel Retes.

## Au théâtre

### Comme metteur en scène (liste sélective)
- 1950 : El cuadrante de la soledad de José Revueltas
- 1954 : Terminal
- 1957 : La feria distante
- 1960 : Othello ou le Maure de Venise de William Shakespeare
- 1961 : Becket ou l'Honneur de Dieu de Jean Anouilh
- 1962 : Cyrano de Bergerac d'Edmond Rostand
- 1967 : Historias para ser contadas
- 1969 : Los albañiles
- 1972 : Los hijos de Sánchez
- 1982 : El estupendo cornudo
- 1983 : Tina Modotti d'Elena Poniatowska
- 1993 : La Chunga

## Au cinéma

### Comme acteur
- 1951 : Dicen que soy comunista d'Alejandro Galindo
- 1951 : Doña Perfecta d'Alejandro Galindo
- 1955 : La vida tiene tres días d'Emilio Gómez Muriel
- 1971 : Los desalmados de Rubén Galindo
- 1976 : Chin chin el Teporocho de Gabriel Retes
- 1977 : Flores de papel de Gabriel Retes
- 1977 : El reventón d'Archibaldo Burns
- 1977 : Cuartelazo d'Alberto Isaac
- 1977 : La casta divina de Julián Pastor
- 1978 : Xoxontla d'Alberto Mariscal
- 1978 : Nuevo mundo de Gabriel Retes
- 1979 : La tía Alejandra d'Arturo Ripstein
- 1979 : El año de la peste de Felipe Cazals
- 1979 : Bandera rota de Gabriel Retes
- 1979 : El tahúr de Rogelio A. González
- 1979 : La viuda de Montiel de Miguel Littín
- 1980 : La sucesion d'Alfredo Gurrola
- 1981 : Oficio de tinieblas d'Archibaldo Burns
- 1981 : El gran perro muerto de Rogelio A. González
- 1981 : El infierno de todos tan temido de Sergio Olhovich
- 1982 : La víspera d'Alejandro Pelayo
- 1982 : El caballito volador d'Alfredo Joskowicz
- 1982 : Retrato de una mujer casada d'Alberto Bojórquez
- 1983 : Un hombre llamado el diablo de Rafael Villaseñor Kuri
- 1983 : Las apariencias engañan de Jaime Humberto Hermosillo
- 1983 : Mundo mágico de Luis Mandoki, Alejandro Talavera et Raúl Zermeño
- 1984 : Luna de sangre de Luis Antúnez
- 1984 : Motel de Luis Mandoki
- 1984 : Nocaut de José Luis García Agraz
- 1985 : Tacos de oro d'Alfonso Arau
- 1985 : El rey de la vecindad de Raúl Araiza
- 1985 : El centro del laberinto de Manuel López Monroy
- 1985 : Memoriales perdidos de Jaime Casillas
- 1985 : Los náufragos del Liguria
- 1986 : Las plumas del pavorreal de Federico Weingartshofer
- 1986 : Los piratas de Gabriel Retes
- 1986 : El imperio de la fortuna d'Arturo Ripstein
- 1987 : Herencia maldita de Carlos García Agraz
- 1987 : Mariana, Mariana d'Alberto Isaac
- 1989 : El nacimiento de un guerrillero de Gabriel Retes
- 1992 : Playa azul d'Alfredo Joskowicz
- 1992 : Modelo antiguo de Raúl Araiza
- 1993 : Encuentro inesperado de Jaime Humberto Hermosillo
- 1993 : Amor a la medida de Raúl Araiza
- 1995 : Bienvenido-Welcome de Gabriel Retes
- 1997 : Por si no te vuelvo a ver de Juan Pablo Villaseñor
- 1997 : De noche vienes, Esmeralda de Jaime Humberto Hermosillo
- 1999 : Un dulce olor a muerte de Gabriel Retes
- 2001 : Piedras verdes d'Ángel Flores Torres
- 2004 : Voces inocentes de Luis Mandoki

### Comme réalisateur
- 1955 : Fuego cautivo
- 1955 : La profecía
- 1985 : Viaje al paraíso

### Comme scénariste
- 1947 : Albur de amor d'Alfonso Patiño Gómez
- 1950 : Tacos joven de José Díaz Morales
- 1977 : Flores de papel de Gabriel Retes
- 1977 : Unos cuantos días
- 1979 : Bandera rota de Gabriel Retes
- 1985 : Viaje al paraíso de lui-même

### Distinctions

#### Récompenses
- 1956 : Ariel Spécial pour son court métrage Fuego cautivo
- 1998 : Ariel d'Argent du Meilleur Acteur dans un petit rôle pour Por si no te vuelvo a ver de Juan Pablo Villaseñor
- 1982 : Prix ACE du Meilleur Second Rôle pour La tía Alejandra d'Arturo Ripstein

#### Nominations
- 1988 : nommé pour l'Ariel d'Argent du Meilleur Acteur principal pour Viaje al paraíso de lui-même
- 1995 : nommé pour l'Ariel d'Argent du Meilleur Acteur dans un petit rôle pour Bienvenido-Welcome de Gabriel Retes